# 穆卡拉玛·科西莫娃
穆卡拉玛·纳比耶夫娜·科西莫娃（1933年1月16日—2020年10月2日），塔吉克斯坦语言学家，塔吉克斯坦国立大学教授。

## 生平
1933年生于苏联塔吉克苏维埃社会主义共和国科尼博多姆，1955年毕业于塔吉克斯坦国立大学历史与语言学系，留校研究生院深造，1962年获副博士学位。1956年加入苏联共产党。1966年至1968年，担任语言学系主任。1974年至1977年再次担任语言学系主任。1982年获语言学全博士学位，1983年晋升教授。1986年至1995年，担任塔吉克语系主任。1997年当选塔吉克斯坦科学院院士。曾获劳动英勇奖章（1970年），紀念列寧誕辰一百週年獎章（1985年）。
2020年10月2日在杜尚别逝世。